# Paraíso das Águas
Paraíso das Águas és una municipi brasiler de Mato Grosso do Sul. Es troba al nord-est de l'estat, a la microrregió de Cassilândia. La seva població, segons el cens de l'IBGE, és de 5.751 habitants (2021).
L'any 2003, hi va haver un referèndum estatal que va ser aprovat en 96,34% pels votants consultats del districte, el procés de creació va ser interromput per l'ajuntament d'Água Clara, però el 2009, el Suprem Tribunal Federal brasiler va reactivar aquest referèndum i el jutge del Suprem Tribunal Federal, Ricardo Lewandowski, va aprovar l'elevació del districte a municipi.
L'1 de gener del 2013 es converteix en ciutat, amb alcalde i regidors electes, obtenint part del territori dels municipis d'Água Clara, Costa Rica i Chapadão do Sul.